# Copa Perú 2001
La Copa Perú 2001 fue la edición número 29 en la historia de la competición y se disputó entre los meses de febrero y diciembre. El torneo otorgó un cupo al torneo de Primera División y finalizó el 18 de diciembre tras disputarse el partido de vuelta de la final que consagró como campeón al Sport Bolito. Con el título obtenido este club lograría el ascenso al Campeonato Descentralizado 2002.

## Etapa Regional
A esta fase clasificaron un equipo de cada departamento del Perú desde la llamada "Etapa Departamental", a excepción del Departamento de Lima que tuvo dos clasificados: Atlético Piedra Liza de la Provincia de Lima y Deportivo La Esmeralda representando al resto de provincias de ese departamento.
Todos los equipos están divididos en 8 grupos por cercanía geográfica; cada equipo campeón clasificará a la Etapa Nacional. De estos 8 equipos Campeones jugarán por cercanía geográfica partidos de knock-out (KO) de local y visita. El ganador de la Final asciende a Primera División 2002.

### Región I
| Departamento | Club                 | Ciudad   |
| ------------ | -------------------- | -------- |
| Amazonas     | Deportivo Agricobank | Bagua    |
| Lambayeque   | Deportivo Pomalca    | Chiclayo |
| Piura        | Atlético Grau        | Piura    |
| Tumbes       | Sporting Pizarro     | Tumbes   |

#### Grupo A
| Local ida     | Resultado | Local vuelta     | Ida   | Vuelta |
| ------------- | --------- | ---------------- | ----- | ------ |
| Atlético Grau | 2 - 1     | Sporting Pizarro | 2 - 0 | 0 - 1  |

Partido extra
|               | Resultado |                  |
| ------------- | --------- | ---------------- |
| Atlético Grau | 1 - 0     | Sporting Pizarro |

#### Grupo B
| Local ida         | Resultado | Local vuelta         | Ida   | Vuelta |
| ----------------- | --------- | -------------------- | ----- | ------ |
| Deportivo Pomalca | 4 - 3     | Deportivo Agricobank | 2 - 1 | 2 - 2  |

#### Final regional
| Local ida     | Resultado | Local vuelta      | Ida   | Vuelta |
| ------------- | --------- | ----------------- | ----- | ------ |
| Atlético Grau | 1 - 0     | Deportivo Pomalca | 1 - 0 | 0 - 0  |

### Región II
| Departamento | Club                          | Ciudad    |
| ------------ | ----------------------------- | --------- |
| Ancash       | José Gálvez FBC               | Chimbote  |
| Cajamarca    | Universidad Técnica Cajamarca | Cajamarca |
| La Libertad  | Universidad César Vallejo     | Trujillo  |

| \| Jor. \| Ciudad \| Local \| Score \| Visitante \| \| ---- \| --------- \| ------------------------- \| ----- \| ------------------------- \| \| 1 \| Trujillo \| Universidad César Vallejo \| 3-2 \| José Gálvez FBC \| \| 2 \| Cajamarca \| UTC \| 2-0 \| Universidad César Vallejo \| \| 3 \| Chimbote \| José Gálvez FBC \| 3-0 \| UTC \| \| 4 \| Chimbote \| José Gálvez FBC \| 2-1 \| Universidad César Vallejo \| \| 5 \| Trujillo \| Universidad César Vallejo \| 1-0 \| UTC \| \| 6 \| Cajamarca \| UTC \| 2-0 \| José Gálvez FBC \| |           |                           |       |                           |
| Jor. | Ciudad    | Local                     | Score | Visitante                 |
| 1 | Trujillo  | Universidad César Vallejo | 3-2   | José Gálvez FBC           |
| 2 | Cajamarca | UTC                       | 2-0   | Universidad César Vallejo |
| 3 | Chimbote  | José Gálvez FBC           | 3-0   | UTC                       |
| 4 | Chimbote  | José Gálvez FBC           | 2-1   | Universidad César Vallejo |
| 5 | Trujillo  | Universidad César Vallejo | 1-0   | UTC                       |
| 6 | Cajamarca | UTC                       | 2-0   | José Gálvez FBC           |

| Equipo        | PJ | PG | PE | PP | GF | GC | DG | Pts |
| ------------- | -- | -- | -- | -- | -- | -- | -- | --- |
| José Gálvez   | 4  | 2  | 0  | 2  | 7  | 6  | +1 | 6   |
| UTC           | 4  | 2  | 0  | 2  | 4  | 4  | 0  | 6   |
| César Vallejo | 4  | 2  | 0  | 2  | 5  | 6  | -1 | 6   |

- Al haber triple empate en la tabla se decidió jugar dos partidos extras en el cual dos equipos se enfrentaban en el primer juego y el ganador de éste enfrentaba al tercer equipo (el de Mejor Diferencia de Goles) para definir al clasificado a la Etapa Nacional.

Partidos extra
|                           | Resultado    |             |
| ------------------------- | ------------ | ----------- |
| Universidad César Vallejo | 2 - 1        | UTC         |
| Universidad César Vallejo | 1 - 1 4-1(p) | José Gálvez |

### Región III
| Departamento | Club                            | Ciudad   |
| ------------ | ------------------------------- | -------- |
| Loreto       | Colegio Nacional de Iquitos     | Iquitos  |
| San Martín   | Club Deportivo Comercio         | Juanjui  |
| Ucayali      | Universidad Nacional de Ucayali | Pucallpa |

| \| Jor. \| Ciudad \| Local \| Score \| Visitante \| \| ---- \| -------- \| ----------------------------- \| ----- \| ----------------------------- \| \| 1 \| Pucallpa \| UNU \| 2-0 \| CNI \| \| 2 \| Pucallpa \| UNU \| 1-0 \| Deportivo Comercio de Juanjui \| \| 3 \| Juanjui \| Deportivo Comercio de Juanjui \| 1-1 \| CNI \| \| 4 \| Iquitos \| CNI \| 0-1 \| UNU \| \| 5 \| Juanjui \| Deportivo Comercio de Juanjui \| 2-1 \| UNU \| \| 6 \| Iquitos \| CNI \| 3-2 \| Deportivo Comercio de Juanjui \| |          |                               |       |                               |
| Jor. | Ciudad   | Local                         | Score | Visitante                     |
| 1 | Pucallpa | UNU                           | 2-0   | CNI                           |
| 2 | Pucallpa | UNU                           | 1-0   | Deportivo Comercio de Juanjui |
| 3 | Juanjui  | Deportivo Comercio de Juanjui | 1-1   | CNI                           |
| 4 | Iquitos  | CNI                           | 0-1   | UNU                           |
| 5 | Juanjui  | Deportivo Comercio de Juanjui | 2-1   | UNU                           |
| 6 | Iquitos  | CNI                           | 3-2   | Deportivo Comercio de Juanjui |

| Equipo             | PJ | PG | PE | PP | GF | GC | DG | Pts |
| ------------------ | -- | -- | -- | -- | -- | -- | -- | --- |
| UNU                | 4  | 3  | 0  | 1  | 5  | 2  | +3 | 9   |
| Deportivo Comercio | 4  | 1  | 1  | 2  | 5  | 6  | -1 | 4   |
| CNI                | 4  | 1  | 1  | 2  | 4  | 6  | -2 | 4   |

### Región IV
| Departamento | Club                      | Ciudad                |
| ------------ | ------------------------- | --------------------- |
| Callao       | Somos Aduanas             | Callao                |
| Ica          | Deportivo Aceros Arequipa | Pisco                 |
| Lima         | Deportivo La Esmeralda    | San Vicente de Cañete |
| Lima         | Atlético Piedra Liza      | Lima                  |

| \| Jor. \| Ciudad \| Local \| Score \| Visitante \| \| ---- \| --------------------- \| ---------------------------- \| ----- \| ---------------------------- \| \| 1 \| Pisco \| Aceros Arequipa de Pisco \| 0-0 \| La Esmeralda de Cañete \| \| 1 \| Callao \| Somos Aduanas de Callao \| 3-1 \| Atlético Piedra Liza de Lima \| \| 2 \| Pisco \| Aceros Arequipa de Pisco \| 2-2 \| Somos Aduanas del Callao \| \| 2 \| Lima \| Atlético Piedra Liza de Lima \| 1-0 \| La Esmeralda de Cañete \| \| 3 \| San Vicente de Cañete \| La Esmeralda de Cañete \| 0-1 \| Somos Aduanas del Callao \| \| 3 \| Lima \| Atlético Piedra Liza de Lima \| 2-3 \| Aceros Arequipa de Pisco \| \| 4 \| San Vicente de Cañete \| La Esmeralda de Cañete \| 0-3 \| Aceros Arequipa de Pisco \| \| 4 \| Lima \| Atlético Piedra Liza de Lima \| 3-2 \| Somos Aduanas del Callao \| \| 5 \| Callao \| Somos Aduanas del Callao \| 2-1 \| Aceros Arequipa de Pisco \| \| 5 \| Cañete \| La Esmeralda de Cañete \| 3-1 \| Atlético Piedra Liza de Lima \| \| 6 \| Callao \| Somos Aduanas del Callao \| 2-0 \| La Esmeralda de Cañete \| \| 6 \| Pisco \| Aceros Arequipa de Pisco \| 4-0 \| Atlético Piedra Liza de Lima \| |                       |                              |       |                              |
| Jor. | Ciudad                | Local                        | Score | Visitante                    |
| 1 | Pisco                 | Aceros Arequipa de Pisco     | 0-0   | La Esmeralda de Cañete       |
| 1 | Callao                | Somos Aduanas de Callao      | 3-1   | Atlético Piedra Liza de Lima |
| 2 | Pisco                 | Aceros Arequipa de Pisco     | 2-2   | Somos Aduanas del Callao     |
| 2 | Lima                  | Atlético Piedra Liza de Lima | 1-0   | La Esmeralda de Cañete       |
| 3 | San Vicente de Cañete | La Esmeralda de Cañete       | 0-1   | Somos Aduanas del Callao     |
| 3 | Lima                  | Atlético Piedra Liza de Lima | 2-3   | Aceros Arequipa de Pisco     |
| 4 | San Vicente de Cañete | La Esmeralda de Cañete       | 0-3   | Aceros Arequipa de Pisco     |
| 4 | Lima                  | Atlético Piedra Liza de Lima | 3-2   | Somos Aduanas del Callao     |
| 5 | Callao                | Somos Aduanas del Callao     | 2-1   | Aceros Arequipa de Pisco     |
| 5 | Cañete                | La Esmeralda de Cañete       | 3-1   | Atlético Piedra Liza de Lima |
| 6 | Callao                | Somos Aduanas del Callao     | 2-0   | La Esmeralda de Cañete       |
| 6 | Pisco                 | Aceros Arequipa de Pisco     | 4-0   | Atlético Piedra Liza de Lima |

| Equipo                 | PJ | PG | PE | PP | GF | GC | DG | Pts |
| ---------------------- | -- | -- | -- | -- | -- | -- | -- | --- |
| Somos Aduanas          | 6  | 4  | 1  | 1  | 12 | 7  | +5 | 13  |
| Aceros Arequipa        | 6  | 3  | 2  | 1  | 13 | 6  | +7 | 11  |
| Atlético Piedra Liza   | 6  | 2  | 0  | 4  | 8  | 15 | -7 | 6   |
| Deportivo La Esmeralda | 6  | 1  | 1  | 4  | 3  | 8  | -5 | 4   |

### Región V
| Departamento | Club                | Ciudad     |
| ------------ | ------------------- | ---------- |
| Huánuco      | León de Huánuco     | Huánuco    |
| Junin        | Deportivo Municipal | El Tambo   |
| Pasco        | Unión Mercado       | Villa Rica |

| \| Jor. \| Ciudad \| Local \| Score \| Visitante \| \| ---- \| ---------- \| ------------------------------- \| ----- \| ------------------------------- \| \| 1 \| El Tambo \| Deportivo Municipal de El Tambo \| 2-0 \| Unión Mercado de Villa Rica \| \| 2 \| El Tambo \| Deportivo Municipal de El Tambo \| 1-0 \| León de Huánuco \| \| 3 \| Huánuco \| León de Huánuco \| 2-1 \| Unión Mercado de Villa Rica \| \| 4 \| Villa Rica \| Unión Mercado de Villa Rica \| 1-1 \| Deportivo Municipal de El Tambo \| \| 5 \| Huánuco \| León de Huánuco \| 1-0 \| Deportivo Municipal de El Tambo \| \| 6 \| Villa Rica \| Unión Mercado de Villa Rica \| 0-4 \| León de Huánuco \| |            |                                 |       |                                 |
| Jor. | Ciudad     | Local                           | Score | Visitante                       |
| 1 | El Tambo   | Deportivo Municipal de El Tambo | 2-0   | Unión Mercado de Villa Rica     |
| 2 | El Tambo   | Deportivo Municipal de El Tambo | 1-0   | León de Huánuco                 |
| 3 | Huánuco    | León de Huánuco                 | 2-1   | Unión Mercado de Villa Rica     |
| 4 | Villa Rica | Unión Mercado de Villa Rica     | 1-1   | Deportivo Municipal de El Tambo |
| 5 | Huánuco    | León de Huánuco                 | 1-0   | Deportivo Municipal de El Tambo |
| 6 | Villa Rica | Unión Mercado de Villa Rica     | 0-4   | León de Huánuco                 |

| Equipo          | PJ | PG | PE | PP | GF | GC | DG | Pts |
| --------------- | -- | -- | -- | -- | -- | -- | -- | --- |
| León de Huánuco | 4  | 3  | 0  | 1  | 7  | 2  | +5 | 9   |
| Municipal       | 4  | 2  | 1  | 1  | 4  | 2  | +2 | 7   |
| Unión Mercado   | 4  | 0  | 1  | 3  | 2  | 9  | -7 | 1   |

### Región VI
| Departamento | Club                | Ciudad       |
| ------------ | ------------------- | ------------ |
| Apurímac     | Deportivo Educación | Abancay      |
| Ayacucho     | Deportivo Huáscar   | Ayacucho     |
| Huancavelica | San Cristóbal       | Huancavelica |

| \| Jor. \| Ciudad \| Local \| Score \| Visitante \| \| ---- \| ------------ \| ----------------------------- \| ---------- \| ----------------------------- \| \| 1 \| Abancay \| DEA \| 4-0 \| San Cristóbal de Huancavelica \| \| 2 \| Ayacucho \| Deportivo Huáscar de Ayacucho \| 5-1 \| San Cristóbal de Huancavelica \| \| 3 \| Ayacucho \| Deportivo Huáscar de Ayacucho \| 2-3 \| DEA \| \| 4 \| Huancavelica \| San Cristóbal de Huancavelica \| 3-5 \| Deportivo Huáscar de Ayacucho \| \| 5 \| Abancay \| DEA \| 1-0 \| Deportivo Huáscar de Ayacucho \| \| 6 \| Huancavelica \| San Cristóbal de Huancavelica \| No se jugó \| DEA \| |              |                               |            |                               |
| Jor. | Ciudad       | Local                         | Score      | Visitante                     |
| 1 | Abancay      | DEA                           | 4-0        | San Cristóbal de Huancavelica |
| 2 | Ayacucho     | Deportivo Huáscar de Ayacucho | 5-1        | San Cristóbal de Huancavelica |
| 3 | Ayacucho     | Deportivo Huáscar de Ayacucho | 2-3        | DEA                           |
| 4 | Huancavelica | San Cristóbal de Huancavelica | 3-5        | Deportivo Huáscar de Ayacucho |
| 5 | Abancay      | DEA                           | 1-0        | Deportivo Huáscar de Ayacucho |
| 6 | Huancavelica | San Cristóbal de Huancavelica | No se jugó | DEA                           |

Nota: No se jugó porque el DEA ya estaba Clasificado
| Equipo            | PJ | PG | PE | PP | GF | GC | DG  | Pts |
| ----------------- | -- | -- | -- | -- | -- | -- | --- | --- |
| DEA               | 3  | 3  | 0  | 0  | 8  | 2  | +6  | 9   |
| Deportivo Huáscar | 4  | 2  | 0  | 2  | 12 | 8  | +4  | 6   |
| San Cristóbal     | 3  | 0  | 0  | 3  | 4  | 14 | -10 | 0   |

### Región VII
| Departamento  | Club                   | Ciudad           |
| ------------- | ---------------------- | ---------------- |
| Cusco         | Deportivo Garcilaso    | Cusco            |
| Madre de Dios | Deportivo 30 de Agosto | Puerto Maldonado |
| Puno          | Alfonso Ugarte         | Puno             |

| \| Jor. \| Ciudad \| Local \| Score \| Visitante \| \| ---- \| ---------------- \| -------------------------------- \| ---------- \| -------------------------------- \| \| 1 \| Puerto Maldonado \| 30 de Agosto de Puerto Maldonado \| 0-0 \| Alfonso Ugarte \| \| 2 \| Cusco \| Deportivo Garcilaso \| 0-1 \| Alfonso Ugarte \| \| 3 \| Cusco \| Deportivo Garcilaso \| 4-0 \| 30 de Agosto de Puerto Maldonado \| \| 4 \| Puno \| Alfonso Ugarte \| 3-0 \| 30 de Agosto de Puerto Maldonado \| \| 5 \| Puno \| Alfonso Ugarte \| 1-0 \| Deportivo Garcilaso \| \| 6 \| Puerto Maldonado \| 30 de Agosto de Puerto Maldonado \| No se jugó \| Deportivo Garcilaso \| |                  |                                  |            |                                  |
| Jor. | Ciudad           | Local                            | Score      | Visitante                        |
| 1 | Puerto Maldonado | 30 de Agosto de Puerto Maldonado | 0-0        | Alfonso Ugarte                   |
| 2 | Cusco            | Deportivo Garcilaso              | 0-1        | Alfonso Ugarte                   |
| 3 | Cusco            | Deportivo Garcilaso              | 4-0        | 30 de Agosto de Puerto Maldonado |
| 4 | Puno             | Alfonso Ugarte                   | 3-0        | 30 de Agosto de Puerto Maldonado |
| 5 | Puno             | Alfonso Ugarte                   | 1-0        | Deportivo Garcilaso              |
| 6 | Puerto Maldonado | 30 de Agosto de Puerto Maldonado | No se jugó | Deportivo Garcilaso              |

Nota: No se jugó porque Alfonso Ugarte ya había clasificado
| Equipo                 | PJ | PG | PE | PP | GF | GC | DG | Pts |
| ---------------------- | -- | -- | -- | -- | -- | -- | -- | --- |
| Alfonso Ugarte         | 4  | 3  | 1  | 0  | 5  | 0  | +5 | 10  |
| Deportivo Garcilaso    | 3  | 1  | 0  | 2  | 4  | 2  | +2 | 3   |
| Deportivo 30 de Agosto | 3  | 0  | 1  | 2  | 0  | 7  | -7 | 1   |

### Región VIII
| Departamento | Club                 | Ciudad   |
| ------------ | -------------------- | -------- |
| Arequipa     | Atlético Universidad | Arequipa |
| Moquegua     | Mariscal Nieto       | Ilo      |
| Tacna        | Sport Bolito         | Tacna    |

| \| Jor. \| Ciudad \| Local \| Score \| Visitante \| \| ---- \| -------- \| -------------------- \| ----------- \| -------------------- \| \| 1 \| Ilo \| Mariscal Nieto \| 1-2 \| Atlético Universidad \| \| 2 \| Tacna \| Sport Bolito \| 2-0 \| Atlético Universidad \| \| 3 \| Ilo \| Mariscal Nieto \| 2-3 \| Sport Bolito \| \| 4 \| Arequipa \| Atlético Universidad \| 6-0 \| Mariscal Nieto \| \| 5 \| Arequipa \| Atlético Universidad \| 1-0 \| Sport Bolito \| \| 6 \| Tacna \| Sport Bolito \| 5-1 \| Mariscal Nieto \| \| PO \| Moquegua \| Sport Bolito \| 0 - 0(3-2p) \| Atlético Universidad \| |          |                      |             |                      |
| Jor. | Ciudad   | Local                | Score       | Visitante            |
| 1 | Ilo      | Mariscal Nieto       | 1-2         | Atlético Universidad |
| 2 | Tacna    | Sport Bolito         | 2-0         | Atlético Universidad |
| 3 | Ilo      | Mariscal Nieto       | 2-3         | Sport Bolito         |
| 4 | Arequipa | Atlético Universidad | 6-0         | Mariscal Nieto       |
| 5 | Arequipa | Atlético Universidad | 1-0         | Sport Bolito         |
| 6 | Tacna    | Sport Bolito         | 5-1         | Mariscal Nieto       |
| PO | Moquegua | Sport Bolito         | 0 - 0(3-2p) | Atlético Universidad |

| Equipo               | PJ | PG | PE | PP | GF | GC | DG  | Pts |
| -------------------- | -- | -- | -- | -- | -- | -- | --- | --- |
| Sport Bolito         | 4  | 3  | 0  | 1  | 10 | 4  | +6  | 9   |
| Atlético Universidad | 4  | 3  | 0  | 1  | 9  | 3  | +6  | 9   |
| Mariscal Nieto       | 4  | 0  | 0  | 4  | 4  | 16 | -12 | 0   |

Desempate
|              | Resultado    |                      |
| ------------ | ------------ | -------------------- |
| Sport Bolito | 0 - 0 3-2(p) | Atlético Universidad |

## Etapa Nacional

### Cuartos de final
| Local ida       | Resultado global | Local vuelta              | Ida   | Vuelta |
| --------------- | ---------------- | ------------------------- | ----- | ------ |
| Atlético Grau   | 1 - 2            | Universidad César Vallejo | 1 - 1 | 0 - 1  |
| UNU             | 4 - 1            | Somos Aduanas             | 2 - 0 | 2 - 1  |
| León de Huánuco | 4 - 3            | DEA                       | 3 - 1 | 1 - 2  |
| Alfonso Ugarte  | 2 - 3            | Sport Bolito              | 2 - 1 | 0 - 2  |

Partidos extra
|                 | Resultado |              |
| --------------- | --------- | ------------ |
| León de Huánuco | 1 - 0     | DEA          |
| Alfonso Ugarte  | 2 - 3     | Sport Bolito |

| \| Jor. \| Fecha \| Estadio \| Ciudad \| Local \| Score \| Visitante \| \| ---- \| ---------- \| -------------- \| -------- \| ------------------------- \| ----- \| ------------------------- \| \| 1 \| 11-11-2001 \| Miguel Grau \| Piura \| Atlético Grau \| 1-1 \| Universidad César Vallejo \| \| 1 \| 18-11-2001 \| Mansiche \| Trujillo \| Universidad César Vallejo \| 1-0 \| Atlético Grau \| \| 2 \| 11-11-2001 \| Aliardo Soria \| Pucallpa \| UNU \| 2-0 \| Somos Aduanas \| \| 2 \| 18-11-2001 \| Miguel Grau \| Callao \| Somos Aduanas \| 1-2 \| UNU \| \| 3 \| 11-11-2001 \| Heraclio Tapia \| Huánuco \| León de Huánuco \| 3-1 \| DEA \| \| 3 \| 18-11-2001 \| Condebamba \| Abancay \| DEA \| 2-1 \| León de Huánuco \| \| 3 \| 21-11-2001 \| Nacional \| Lima \| León de Huánuco \| 1-0 \| DEA \| \| 4 \| 11-11-2001 \| Torres Belon \| Puno \| Alfonso Ugarte \| 2-1 \| Sport Bolito \| \| 4 \| 18-11-2001 \| Jorge Basadre \| Tacna \| Sport Bolito \| 2-0 \| Alfonso Ugarte \| \| 4 \| 21-11-2001 \| Nacional \| Lima \| Sport Bolito \| 3-2 \| Alfonso Ugarte \| |            |                |          |                           |       |                           |
| Jor. | Fecha      | Estadio        | Ciudad   | Local                     | Score | Visitante                 |
| 1 | 11-11-2001 | Miguel Grau    | Piura    | Atlético Grau             | 1-1   | Universidad César Vallejo |
| 1 | 18-11-2001 | Mansiche       | Trujillo | Universidad César Vallejo | 1-0   | Atlético Grau             |
| 2 | 11-11-2001 | Aliardo Soria  | Pucallpa | UNU                       | 2-0   | Somos Aduanas             |
| 2 | 18-11-2001 | Miguel Grau    | Callao   | Somos Aduanas             | 1-2   | UNU                       |
| 3 | 11-11-2001 | Heraclio Tapia | Huánuco  | León de Huánuco           | 3-1   | DEA                       |
| 3 | 18-11-2001 | Condebamba     | Abancay  | DEA                       | 2-1   | León de Huánuco           |
| 3 | 21-11-2001 | Nacional       | Lima     | León de Huánuco           | 1-0   | DEA                       |
| 4 | 11-11-2001 | Torres Belon   | Puno     | Alfonso Ugarte            | 2-1   | Sport Bolito              |
| 4 | 18-11-2001 | Jorge Basadre  | Tacna    | Sport Bolito              | 2-0   | Alfonso Ugarte            |
| 4 | 21-11-2001 | Nacional       | Lima     | Sport Bolito              | 3-2   | Alfonso Ugarte            |

### Semifinal
| Local ida                 | Resultado global | Local vuelta    | Ida   | Vuelta |
| ------------------------- | ---------------- | --------------- | ----- | ------ |
| Universidad Cesar Vallejo | 6 - 3            | UNU             | 5 - 2 | 1 - 1  |
| Sport Bolito              | 8 - 0            | León de Huánuco | 4 - 0 | 4 - 0  |

| \| Jor. \| Fecha \| Estadio \| Ciudad \| Local \| Score \| Visitante \| \| ---- \| ---------- \| -------------- \| -------- \| ------------------------------- \| ----- \| ------------------------------- \| \| 1 \| 25-11-2001 \| Mansiche \| Trujillo \| Universidad Cesar Vallejo \| 5-2 \| Universidad Nacional de Ucayali \| \| 1 \| 02-12-2001 \| Aliardo Soria \| Pucallpa \| Universidad Nacional de Ucayali \| 1-1 \| Universidad Cesar Vallejo \| \| 2 \| 25-11-2001 \| Jorge Basadre \| Tacna \| Sport Bolito \| 4-0 \| León de Huánuco \| \| 2 \| 02-12-2001 \| Heraclio Tapia \| Huánuco \| León de Huánuco \| 0-4 \| Sport Bolito \| |            |                |          |                                 |       |                                 |
| Jor. | Fecha      | Estadio        | Ciudad   | Local                           | Score | Visitante                       |
| 1 | 25-11-2001 | Mansiche       | Trujillo | Universidad Cesar Vallejo       | 5-2   | Universidad Nacional de Ucayali |
| 1 | 02-12-2001 | Aliardo Soria  | Pucallpa | Universidad Nacional de Ucayali | 1-1   | Universidad Cesar Vallejo       |
| 2 | 25-11-2001 | Jorge Basadre  | Tacna    | Sport Bolito                    | 4-0   | León de Huánuco                 |
| 2 | 02-12-2001 | Heraclio Tapia | Huánuco  | León de Huánuco                 | 0-4   | Sport Bolito                    |

### Final
| Local ida                 | Resultado global | Local vuelta | Ida                                     | Vuelta                      |
| ------------------------- | ---------------- | ------------ | --------------------------------------- | --------------------------- |
| Universidad César Vallejo | 2 - 3            | Sport Bolito | 2 - 1 Ramos 23'p Garay 66' - Roldán 45' | 0 - 2 Romaní 13’ Roldán 53’ |

Partido extra
|                                                                | Resultado    |                                                                         |
| -------------------------------------------------------------- | ------------ | ----------------------------------------------------------------------- |
| Sport Bolito Christian Zúñiga 2', Reyna 63', Miguel Mostto 90' | 3 - 3 3-1(p) | Universidad César Vallejo Paul Ramos 22', Walter Soto 69', Saavedra 84' |

| \| Jor. \| Fecha \| Estadio \| Ciudad \| Local \| Score \| Visitante \| \| ---- \| ---------- \| -------------------- \| -------- \| ------------------------- \| ----------- \| ------------------------- \| \| 1 \| 09-12-2001 \| Mansiche \| Trujillo \| Universidad César Vallejo \| 2-1 \| Sport Bolito \| \| 1 \| 16-12-2001 \| Jorge Basadre \| Tacna \| Sport Bolito \| 2-0 \| Universidad César Vallejo \| \| 1 \| 19-12-2001 \| Alejandro Villanueva \| Lima \| Universidad César Vallejo \| 3(1p)-3(3p) \| Sport Bolito \| |            |                      |          |                           |             |                           |
| Jor. | Fecha      | Estadio              | Ciudad   | Local                     | Score       | Visitante                 |
| 1 | 09-12-2001 | Mansiche             | Trujillo | Universidad César Vallejo | 2-1         | Sport Bolito              |
| 1 | 16-12-2001 | Jorge Basadre        | Tacna    | Sport Bolito              | 2-0         | Universidad César Vallejo |
| 1 | 19-12-2001 | Alejandro Villanueva | Lima     | Universidad César Vallejo | 3(1p)-3(3p) | Sport Bolito              |

| Campeón                 |
| Sport Bolito 2.º título |